# Gorlago
Gorlago – miejscowość i gmina we Włoszech, w regionie Lombardia, w prowincji Bergamo.
Według danych na styczeń 2009 gminę zamieszkiwały 4993 osoby przy gęstości zaludnienia 898 os./1 km².